# Liste der Bodendenkmale in Bliesdorf
In der Liste der Bodendenkmale in Bliesdorf  sind alle Bodendenkmale der brandenburgischen Gemeinde Bliesdorf und ihrer Ortsteile aufgelistet. Grundlage ist die Veröffentlichung der Landesdenkmalliste mit dem Stand vom 31. Dezember 2020.
Die Baudenkmale sind in der Liste der Baudenkmale in Bliesdorf aufgeführt.

## Bodendenkmale
| Gemarkung                   | Flur    | Kurzansprache                                                             | Bodendenkmalnummer | Bemerkung | Bild |
| --------------------------- | ------- | ------------------------------------------------------------------------- | ------------------ | --------- | ---- |
| Bliesdorf (Lage)            | 4       | Gräberfeld römische Kaiserzeit                                            | 60044              |           |      |
| Bliesdorf (Lage)            | 6       | Gräberfeld Bronzezeit                                                     | 60045              |           |      |
| Bliesdorf (Lage)            | 4, 5    | Gräberfeld Eisenzeit                                                      | 60046              |           |      |
| Bliesdorf (Lage)            | 4, 5    | Dorfkern deutsches Mittelalter, Dorfkern Neuzeit                          | 60047              |           |      |
| Bliesdorf (Lage)            | 3, 4, 8 | Einzelfund Bronzezeit, Dorfkern Neuzeit, Mühle Mittelalter, Mühle Neuzeit | 60808              |           |      |
| Kunersdorf (Lage)           | 1       | Gräberfeld Bronzezeit, Gräberfeld Eisenzeit                               | 60105              |           |      |
| Kunersdorf (Lage)           | 3       | Dorfkern deutsches Mittelalter, Dorfkern Neuzeit                          | 60722              |           |      |
| Kunersdorf (Lage)           | 1       | Siedlung slawisches Mittelalter                                           | 60913              |           |      |
| Kunersdorf (Lage)           | 3       | Siedlung Eisenzeit, Siedlung Bronzezeit                                   | 60914              |           |      |
| Metzdorf (Lage)             | 1       | Gräberfeld Eisenzeit                                                      | 60116              |           |      |
| Metzdorf (Lage)             | 1       | Siedlung Urgeschichte, Dorfkern deutsches Mittelalter, Dorfkern Neuzeit   | 60117              |           |      |
| Metzdorf, Neutrebbin (Lage) | 2, 2, 4 | Siedlung slawisches Mittelalter                                           | 60417              |           |      |